# Pas peur de vous…
Albums de Mama Béa
Visages
(1979) Aux alentours d'après minuit
(1981)
Pas peur de vous… est le sixième album de Mama Béa, paru en 1980.

## Historique
Toutes les chansons de cet album sont écrites et composées par Mama Béa à l'exception de L'Artiste, dont la musique est de Robert Baccherini. 

Il est enregistré au studio de Saint-Nom-la-Bretèche en 1980 ,.

## Liste des chansons
| 1. | Pas peur de vous | Béa Tekielski / Béa Tekielski     | 3:42 |
| 2. | Super-carré      | Béa Tekielski / Béa Tekielski     | 4:05 |
| 3. | Dans la vitrine  | Béa Tekielski / Béa Tekielski     | 4:58 |
| 4. | Naphtaline       | Béa Tekielski / Béa Tekielski     | 2:33 |
| 5. | L'Artiste        | Béa Tekielski / Robert Baccherini | 5:01 |

| 1. | Matin               | Béa Tekielski / Béa Tekielski | 1:55 |
| 2. | Quai de la Gloire   | Béa Tekielski / Béa Tekielski | 4:11 |
| 3. | Y avait rien à dire | Béa Tekielski / Béa Tekielski | 2:58 |
| 4. | Mon cul             | Béa Tekielski / Béa Tekielski | 3:44 |
| 5. | Soixant'huitarde    | Béa Tekielski / Béa Tekielski | 5:39 |

## Personnel

### Musiciens
- Béa Tekielski : vocaux, guitare rythmique
- Claude Membrard : guitare solo
- Robert Baccherini : guitare rythmique
- François Gehin : guitare basse
- Guy Zulli : batterie, percussions
- Ami Slameur : violon acoustique
- Didier Lockwood : violon électrique
- Michel Carras : claviers
- Richard Raux : saxophone
- Pierre Louis : quatuor à cordes
- Anne Vassiliu, Dominique Marge, Guida, Catherine Philippe-Gérard : chœurs

### Autres
- Jean-François Gael : arrangements chœurs, cuivres et cordes
- Christian Gence et Jean-Michel Maraval : prise de son
- Francis Vernhet : photos
- Gérard Targowla : maquette